# 蕭海瓈
蕭海瓈（しょう かいれい、神冊3年（918年）- 応暦17年5月4日（967年6月14日））は、遼（契丹）の政治家。字は寅的哂。

## 経歴
本部令穏の蕭塔列の子として生まれた。容貌魁偉で膂力にすぐれた。天禄年間、明王耶律安端の娘の藹因翁主を妻に迎えた。天禄5年（951年）、耶律安端の子の耶律察割が世宗を殺害すると、藹因翁主が罪に連座したため、海瓈は後妻として太宗の次女の嘲瑰翁主を迎えた。穆宗の姻戚として信任され、応暦5年（955年）に北府宰相に任じられ、総知軍国事をつとめた。
当時、諸王の反乱に連座する者が多く出たが、海瓈は実直な調査をおこない、冤罪を出すことがないことで知られた。北漢の劉鈞は遼に使者を派遣して朝貢するたびに、必ず別の贈り物を海瓈のもとに届けてきた。
応暦17年5月壬辰（967年6月14日）、死去した。享年50。
子に蕭図玉があった。

## 伝記資料
- 『遼史』巻78 列伝第8